# Torre Pandolfini
La torre Pandolfini è un'antica torre di Lastra a Signa, situata nella frazione di Ponte a Signa a pochi metri dalla vecchia collocazione del ponte.

## Storia e descrizione
Nata sulla base di una vecchia torre difensiva posta a difesa del ponte sull'Arno, fu acquistata ed ampliata da Filippo Pandolfini che volle costruire la propria residenza nel contado nelle vicinanze di Signa, di cui i Pandolfini sono originari. In questo periodo infatti, dopo un incarico presso Napoli, Filippo divenne priore nel 1381 e successivamente Gonfaloniere di Giustizia nel 1383.
Guardando il portone d'ingresso al cortile interno, a cui si accede attraverso un muro sormontato da una merlatura guelfa, troviamo sulla sinistra il nucleo originario della vecchia torre posta a difesa del ponte, mentre sulla destra l'ala che è probabilmente un ampliamento voluto dal Pandolfini per creare la corte interna. Sulle facciate esterne del lato più antico sono raffigurati, all'interno di piccole nicchie, gigli fiorentini.
Il figlio di Filippo, Agnolo Pandolfini, amico di Cosimo il Vecchio e fine letterato, ospitò qui Leon Battista Alberti (rettore di San Martino a Gangalandi tra il 1432 ed il 1472), Benedetto da Rovezzano, Papa Eugenio IV, Renato D'Angiò e il duca di Milano Francesco Sforza. Agnolo fu uno dei più ragguardevoli cittadini fiorentini della sua epoca: parte della Signoria nel 1397 e nel 1408, gonfaloniere nel 1414, nel 1420 e nel 1431, ambasciatore nel 1411, 1421 e 1433. Pur continuando a rivestire cariche pubbliche, negli ultimi anni di vita il Pandolfini, probabilmente a causa delle condizioni economiche non più rosee (aveva infatti dovuto dividere il patrimonio tra i due figli maschi Carlo e Giannozzo e i numerosi nipoti, vendendo anche molte proprietà) costrinsero il politico a lasciare la città per trascorrere gli ultimi anni nel contado, proprio presso la torre. Dopo la sua morte, avvenuta a Firenze nel gennaio del 1446, e i funerali,  che avvennero anch'essi nella città natale, venne sepolto nella pieve di San Martino a Gangalandi.
Nella prima metà del XVI secolo la storica famiglia vendette la torre in seguito alla costruzione, proprio di fronte alla vecchia residenza, di villa Pandolfini. Nella villa è certa la presenza del re di Francia Carlo VIII a novembre del 1494, quando si apprestava ad entrare in Firenze, ospite di Battista Pandolfini.

## Altre immagini

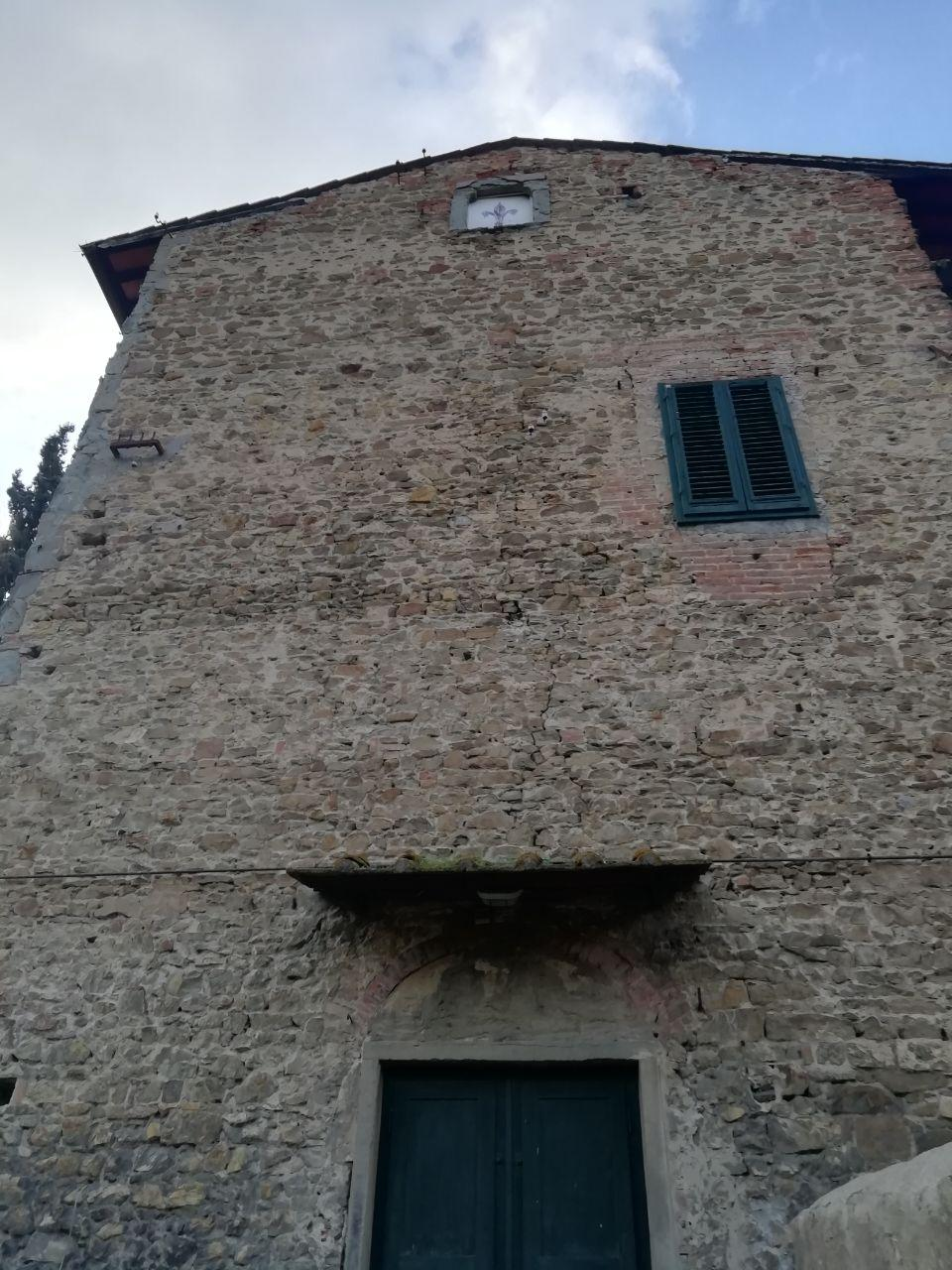
Il nucleo originario della torre dei Pandolfini
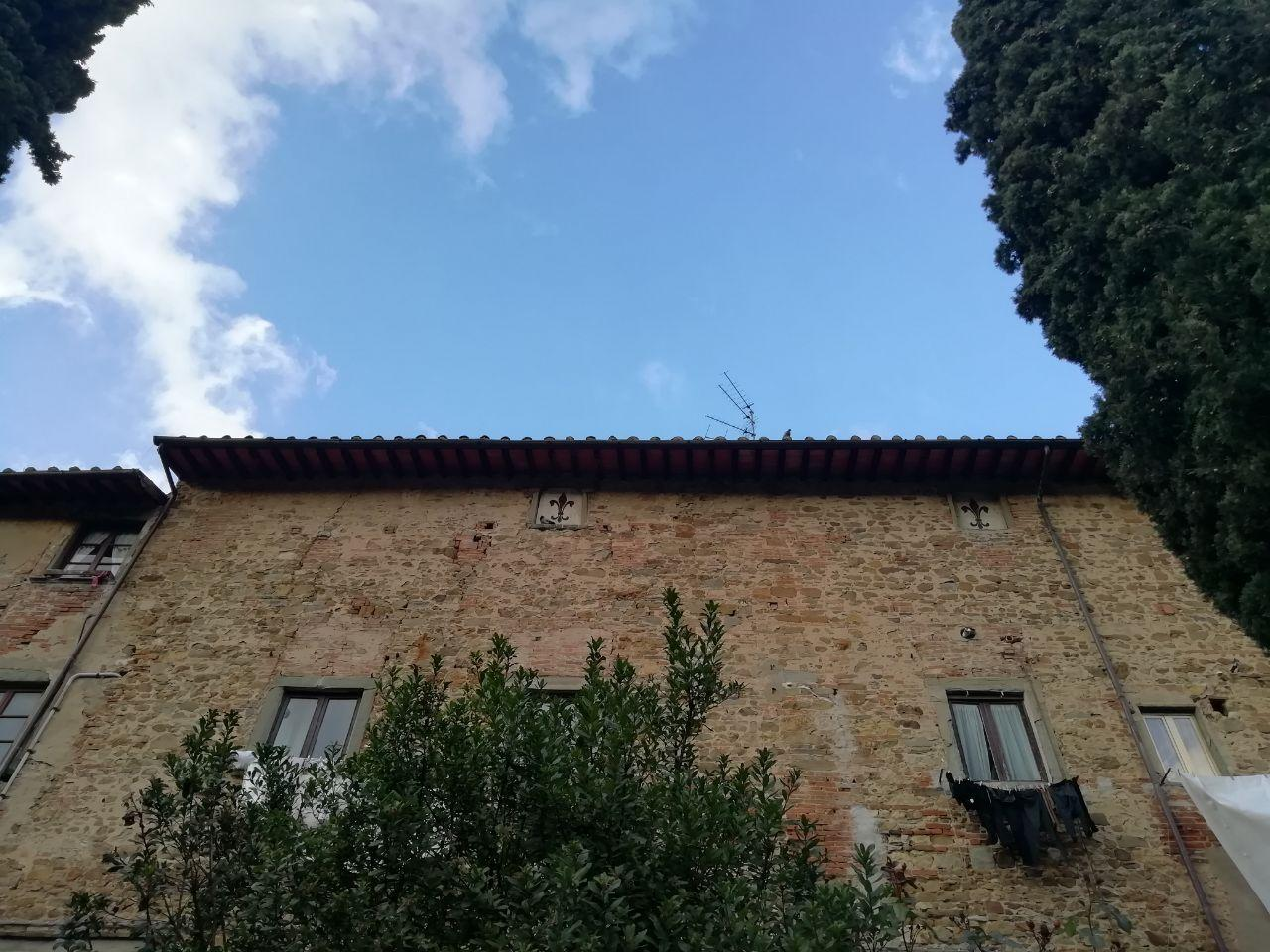
Gigli fiorentini, dettaglio su facciata esterna
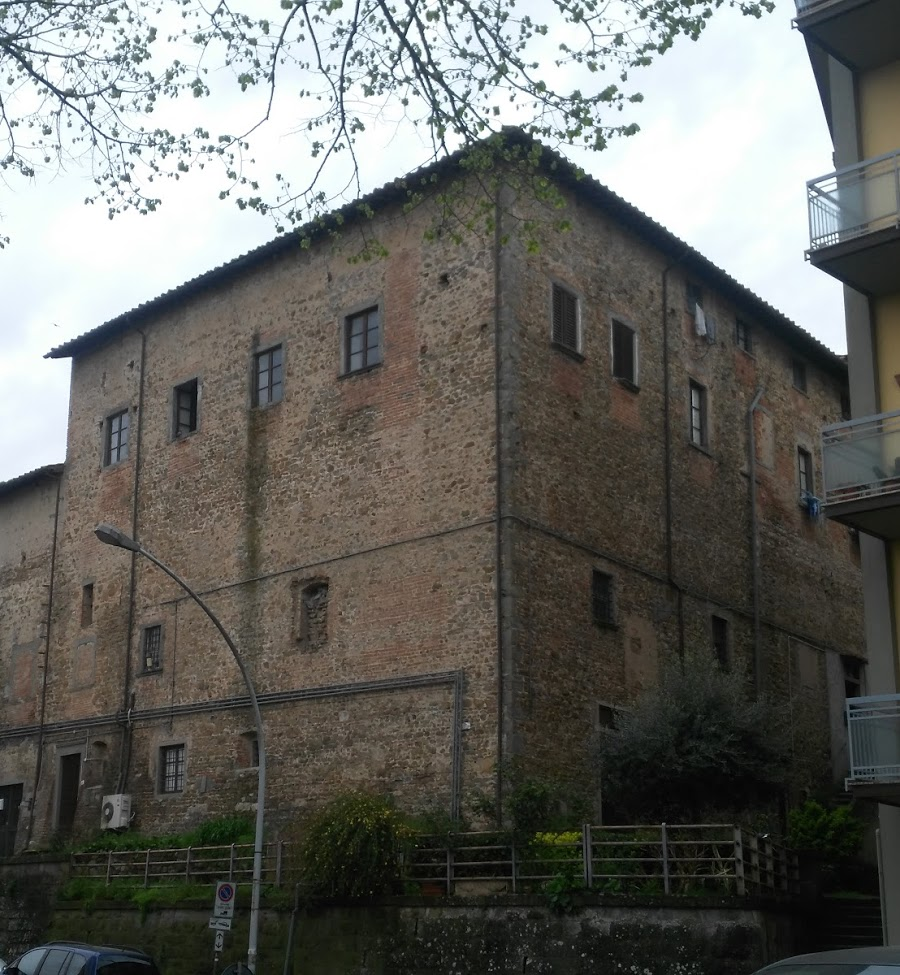
Il retro della torre da piazza Guido Andrei
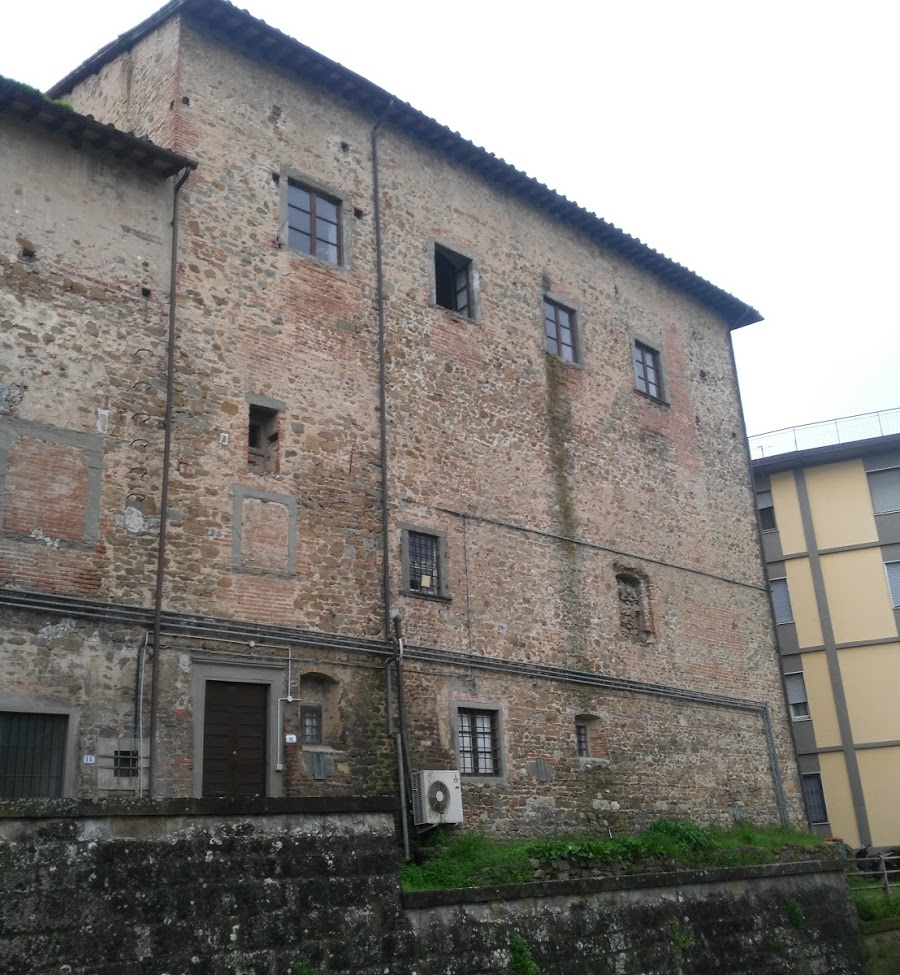
La torre vista dalla chiesa di Sant'Anna